# Synagoga w Dąbrowie Białostockiej
Synagoga w Dąbrowie Białostockiej – nieistniejąca obecnie synagoga, która znajdowała się w Dąbrowie Białostockiej przy ulicy Sztabińskiej.
Synagoga została zbudowana w 1874 roku z funduszy zebranych przez rabina Menachema Mendla. Podczas II wojny światowej, po wkroczeniu w 1941 roku wojsk niemieckich do Dąbrowy Białostockiej synagoga została doszczętnie zdewastowana. Po zakończeniu wojny jej ruiny rozebrano.
Murowany z cegły budynek synagogi wzniesiono na planie prostokąta. Wewnątrz, we wschodniej części mieściła się główna sala modlitewna, do której wchodziło się przez przedsionek, nad którym, na piętrze mieścił się babiniec, który posiadał wewnętrzne wejście. Całość była przykryta dachem dwuspadowym.